# 4-aminodifenylamine
4-aminodifenylamine (afgekort 4-ADPA, van het Engelse 4-aminodiphenylamine) is een aromatisch amine. De structuur is afgeleid van difenylamine en bezit één aminogroep in de para-positie ten opzichte van het centrale stikstofatoom. 4-aminodifenylamine is een belangrijk tussenproduct in de synthese van rubberchemicaliën, zoals p−fenyleendiamine (stabilisator tegen ozon) en N-(1,3-dimethylbutyl)-N'-fenyl-1,4-benzeendiamine (antioxidant). Het is ook een tussenproduct voor verfstoffen, farmaceutische stoffen en fotografische chemicaliën.

## Synthese
Het oorspronkelijke productieproces van 4-aminodifenylamine ging uit van de chlorering van benzeen. Door nitrering van chloorbenzeen ontstaat 1-chloor-4-nitrobenzeen. De nucleofiele aromatische substitutie van chloor met een anilinederivaat (formanilide) geeft 4−nitrodifenylamine (4−NDPA). De reductie van de nitrogroep van 4−NDPA geeft ten slotte 4-aminodifenylamine.
Nadeel van dit proces is het gebruik van chloor, dat niet nodig is voor het eindproduct maar terechtkomt in een nevenproduct (ammoniumchloride) en afval, dat daardoor corrosief wordt.
Om het gebruik van chloor te vermijden en de hoeveelheid afval per gewichtseenheid product te verkleinen, werd gezocht naar een ander productieproces. Flexsys (een joint venture van Monsanto en Akzo Nobel) heeft een alternatief proces ontwikkeld zonder chloor. Het proces gebruikt een nucleofiele aromatische substitutie van waterstof. In dit proces reageren aniline en nitrobenzeen, in aanwezigheid van een base (tetramethylammoniumhydroxide) en een kleine hoeveelheid van een protisch oplosmiddel (water en/of methanol) rechtstreeks tot 4−NDPA, dat zoals in het originele proces gereduceerd wordt tot 4-aminodifenylamine. De gevormde nevenproducten zijn onder andere fenazine en azobenzeen.
Het proces bestaat uit minder stappen, produceert minder afval en is inherent veiliger omdat het geen giftig chloor gebruikt. Dit nieuwe proces kreeg in 1998 de Presidential Green Chemistry Challenge Award, een prijs voor groene chemie, in de Verenigde Staten.